# رالف إيزاك إينغيرسول
رالف إيزاك إينغيرسول هو محامي ودبلوماسي وسياسي أمريكي، ولد في 8 فبراير 1789 في نيو هيفن في الولايات المتحدة، وتوفي بنفس المكان في 26 أغسطس 1872. نشط حزبياً في Toleration Party ‏. وقد انتخب سفير وانتخب عضو مجلس نواب كونيتيكت ‏ وانتخب عضو مجلس النواب الأمريكي ‏.